# María Ribera García
María Ribera (Badajoz, 8 de julio de 1986) es una exjugadora y entrenadora española de rugby. Actualmente es la seleccionadora de la selección española femenina de rugby 7.

## Biografía
Participó en el Juegos Olímpicos de Río de Janeiro 2016  y fue seleccionada para la Copa del Mundo de Rugby 7 de 2013.
El 30 de agosto de 2024 fue nombrada seleccionadora de las Leonas 7s, sustituyendo a Alberto Socías.  

## Palmarés
- 30 internacionalidades con la Selección española (debutó el 14 de febrero del 2010 contra Inglaterra)
- 176 internacionalidades con la Selección española de rugby a 7
- Participación en los  Juegos Olímpicos de Río de Janeiro 2016
- Participación en la Copa del Mundo de Rugby 7 de 2013